# Lithostege zernyi
Lithostege zernyi là một loài bướm đêm trong họ Geometridae.